# GP Industria & Artigianato-Larciano
De Gran Premio Industria & Artigianato di Larciano is een eendaagse wielerwedstrijd die verreden wordt in de omgeving van Larciano, in de regio Toscane, Italië. Van 1967-1976 werd de koers als Circuito di Larciano verreden. Sinds 2005 was de koers onderdeel van de UCI Europe Tour met een onderbreking in 2015. In 2020 werd de koers op de kalender van de UCI ProSeries geplaatst, maar werd vanwege de coronapandemie dat jaar niet verreden.

## Lijst van winnaars

### Meervoudige winnaars
| Overwinningen | Renner          | Land                | Jaren            |
| ------------- | --------------- | ------------------- | ---------------- |
| 3             | Franco Bitossi  | Italië              | 1969, 1970, 1973 |
| 3             | Gianni Faresin  | Italië              | 1991, 1992, 1997 |
| 2             | Felice Gimondi  | Italië              | 1971, 1976       |
| 2             | Pierino Gavazzi | Italië              | 1981, 1985       |
| 2             | Damiano Cunego  | Italië              | 2004, 2006       |
| 2             | Adam Yates      | Verenigd Koninkrijk | 2014, 2017       |

### Overwinningen per land
| Overwinningen | Land                                                        |
| ------------- | ----------------------------------------------------------- |
| 41            | Italië                                                      |
| 2             | Australië, België, Spanje, Verenigd Koninkrijk              |
| 1             | Duitsland, Ierland, Letland, Rusland, Slovenië, Zwitserland |

2012 · 2013 · 2014 · 2015 · 2016 · 2017 · 2018 · 2019 . 2020 · 2021 · 2022 · 2023 · 2024